# Fundacja „Okularnicy” im. Agnieszki Osieckiej
Fundacja „Okularnicy” im. Agnieszki Osieckiej – fundacja założona w 2000 w Warszawie przez Agatę Passent, córkę Agnieszki Osieckiej.

## Działalność
Zadaniem Fundacji jest opieka nad spuścizną Agnieszki Osieckiej, ochrona praw autorskich do utworów Agnieszki Osieckiej, popularyzowanie twórczości Agnieszki Osieckiej, a także uporządkowanie, katalogowanie i dalsze rozbudowywanie archiwum twórczości poetki. Fundacja również dba o to, by wznawiane były książki Agnieszki Osieckiej oraz by stopniowo ukazywała się proza, poezje i listy nieopublikowane za życia poetki.
Fundacja Okularnicy organizuje coroczny konkurs na interpretację piosenki Agnieszki Osieckiej Pamiętajmy o Osieckiej, a także koncerty piosenek Agnieszki Osieckiej. Fundacja angażuje się również w różnorodne projekty fonograficzne i stara się pomagać młodym i utalentowanym artystom w starcie do kariery zawodowej. Mottem przewodnim Fundacji jest cytat z STS-u: Nam nie jest wszystko jedno.

## Władze
Członkami zarządu Fundacji są: Agata Passent i Maciej Taborowski.
Członkami Rady Fundacji są: Magda Umer, Krystyna Janda, Maryla Rodowicz, Jan Borkowski, Magda Nosal, Adam Sławiński, Jerzy Satanowski.